# Richard von Krafft-Ebing
Richard Freiherr von Krafft-Ebing (numele complet Richard Fridolin Joseph Freiherr Krafft von Festenberg auf Frohnberg, von Ebing) (n. 14 august 1840, Mannheim – d. 22 decembrie 1902, Graz) a fost un neurolog și psihiatru austriac, născut la Mannheim. A studiat medicina la Universitatea din Heidelberg, unde s-a specializat în psihiatrie. A practicat în aziluri și spitale psihiatrice din Austria și a predat psihiatria, criminalistica și hipnoza la universitățile din Graz, Strasbourg și Viena. A devenit celebru după publicarea lucrării Psychopathia sexualis, în 1886.

## Viața
Krafft-Ebing a fost primul din cei cinci copii ai unui înalt magistrat al Marelui Ducat de Baden, Friedrich Karl Conrad Christophe von Krafft-Ebing. Mama sa, Klara Antonia Carolina, era fiica celebrului jurist Carl Joseph Anton Mittermaier. 
Titlul de noblețe din partea tatălui, conferit de Maria-Tereza I în 1770, este ridicat la rangul de baronie de către împăratul Francisc I de Austria în 1805. 
După studii de medicină, se specializează în psihiatrie, avându-l ca profesor pe Wilhelm Griesinger la Zürich. Și-a exersat profesia în numeroase instituții psihiatrice, până când a ajuns la concluzia că modul lor de funcționare nu-i permitea să înțeleagă natura problemelor pe care le trata. Alege cariera didactică și începe să predea: la Strasbourg, Graz și Viena unde devine expert în medicină legală. Contribuie în mod decisiv la popularizarea psihiatriei, ținând conferințe și demonstrații publice asupra practicii hipnozei.
A lucrat apoi la Clinica privată din Mariagrün, situată pe colina Rosenberg, în apropiere de Graz, până la sfârșitul vieții. Întemeiată în 1885, Clinica se va numi ulterior Sanatoriul Krafft-Ebing, în memoria aceluia care i-a creat o reputație exemplară chiar și dincolo de frontierele Austriei.

## Opera

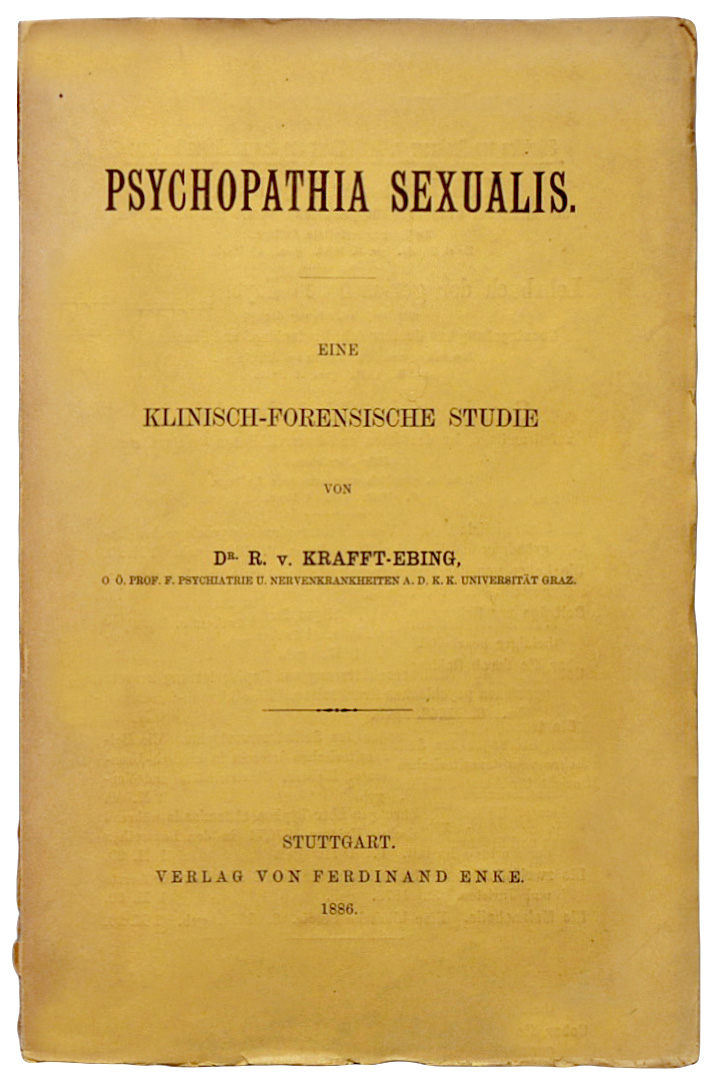
Psychopathia sexualis, 1886

Krafft-Ebing a scris și publicat numeroase articole de specialitate în domeniul psihiatriei, dar cea mai importantă lucrare a sa rămâne Psychopathia Sexualis: eine Klinisch-Forensische Studie ("Psychopathia sexualis: Studiu medico-legal pentru medici și juriști"). Lucrarea, publicată pentru prima oară în 1886 și concepută ca manual de referință pentru medicii legiști și magistrați, este redactată într-un limbaj academic, iar Introducerea insistă asupra alegerii titlului în latină, menit să descurajeze profanii. În același scop, o serie de pasaje sunt scrise în latină. Este vorba de studiul a 238 de cazuri de comportament sexual omenesc.
În pofida acestor precauții, cartea cunoaște un imens succes popular. Este reeditată în mai multe rânduri și tradusă în numeroase limbi străine. Mai mult, edițiile succesive ale lucrării se îmbogățesc cu noi mărturii: Krafft-Ebing va primi un număr impresionant de scrisori din partea multor cititori care declară că s-au "regăsit" în multe din cazurile enumerate de autor. De altfel, în epoca sa, cartea a căpătat valoare de autoritate de referință medico-legală în domeniul patologiei sexuale. 
Psychopathia Sexualis se numără printre primele cărți despre practicile sexuale care abordează homosexualitatea. Krafft-Ebing preferă totuși, în majoritatea cazurilor tratate, termenul de "invertit"/"inversiune" pentru a caracteriza tipologia formelor de homosexualitate. 
Prima ediție a Psychopathiei Sexualis (1886) prezintă patru categorii pe care Krafft-Ebing le denumește "nevroze cerebrale":
- paradoxia — pulsiune sexuală la o vârstă nepotrivită
- anesthesia — pulsiune sexuală insuficientă
- hyperesthesia — pulsiune sexuală excesivă
- paraesthesia — pulsiune sexuală anormal orientată (e.g., homosexualitatea, fetișismul, sadismul, masochismul, pedofilia

De altfel, cartea a popularizat pentru prima oară termenii de "sadism" (derivat din practicile sexuale brutale descrise în romanele scriitorului francez Marquis de Sade) și "masochism" (derivat din numele Leopold von Sacher-Masoch), chiar dacă este probabil ca acești termeni să fi existat înaintea publicării acestei lucrări.
Ca un bun austriac al vremii sale (1840–1902) și un credincios catolic, Krafft-Ebing considera procreația ca fiind unicul scop al pulsiunii sexuale, iar orice altă formă de delectare sexuală drept o perversiune a instinctului sexual. Cu toate acestea, a stârnit ostilitatea autorităților Bisericii Austriece romano-catolice în momentul în care a asociat, din punct de vedere al comportamentului psihologic, "martiriul" (ca dorință de sanctificare prin suferință auto-indusă sau imaginară) cu "masochismul" și "isteria".
Dat fiind că procreația era unicul scop al actului sexual, Krafft-Ebing a ajuns la concluzia că homosexualii ar suferi de o perversiune sexuală, în măsura în care practicile homosexuale nu pot conduce la procreație. În anumite cazuri, libido-ul homosexual este calificat drept viciu moral indus din practica timpurie a masturbației. Pe de altă parte, el percepea femeile ca fiind exclusiv pasive în actul sexual, trăgând această concluzie din absența oricărui caz de sadism sau fetișism întâlnit în rândul lor de-a lungul cercetării efectuate de el. 
Krafft-Ebing a propus o teorie a homosexualității având la origine o anomalie biologică din stadiul embrionic și fetal al gestației, care ar evolua într-o inversiune sexuală a creierului. În 1901, într-un articol din Jahrbuch für sexuelle Zwischenstufen (Anuar al formelor sexuale intermediare), el a înlocuit termenul biologic de "anomalie" cu "diferențiere".
Concluziile lui Krafft-Ebing referitoare la homosexualitate sunt astăzi perimate, parțial datorită succesului lui Sigmund Freud, ale cărui teorii s-au bucurat cu precădere de favoarea medicilor praticieni care consideră homosexualitatea ca relevând de o sferă eminamente psihologică, nu biologică. De altfel, Freud a adăugat o notă, la ediția din 1915 a lucrării sale Trei Eseuri asupra teoriei sexualității (1905), în care îndemna ca homosexualii să nu fie segregați, cu atât mai mult cu cât tendințele lor sexuale nu au vreo influență asupra comportamentului lor general.
Opera lui Krafft-Ebing mai comportă și alte lucrări, dintre care cele mai semnificative sunt: 
- Die Melancholie: Eine klinische Studie (Melancolia, un studiu clinic), 1874,
- Grundzüge der Kriminalpsychologie für Juristen (Bazele psihologiei criminale, pentru juriști), a II-a ediție, 1882,
- Die progressive allgemeine Paralyse (Paralizia generală progresivă), 1894,
- Nervosität und neurasthenische Zustände (Nervozitatea și stările neurastenice), 1895.